# قدر (مطبخ)

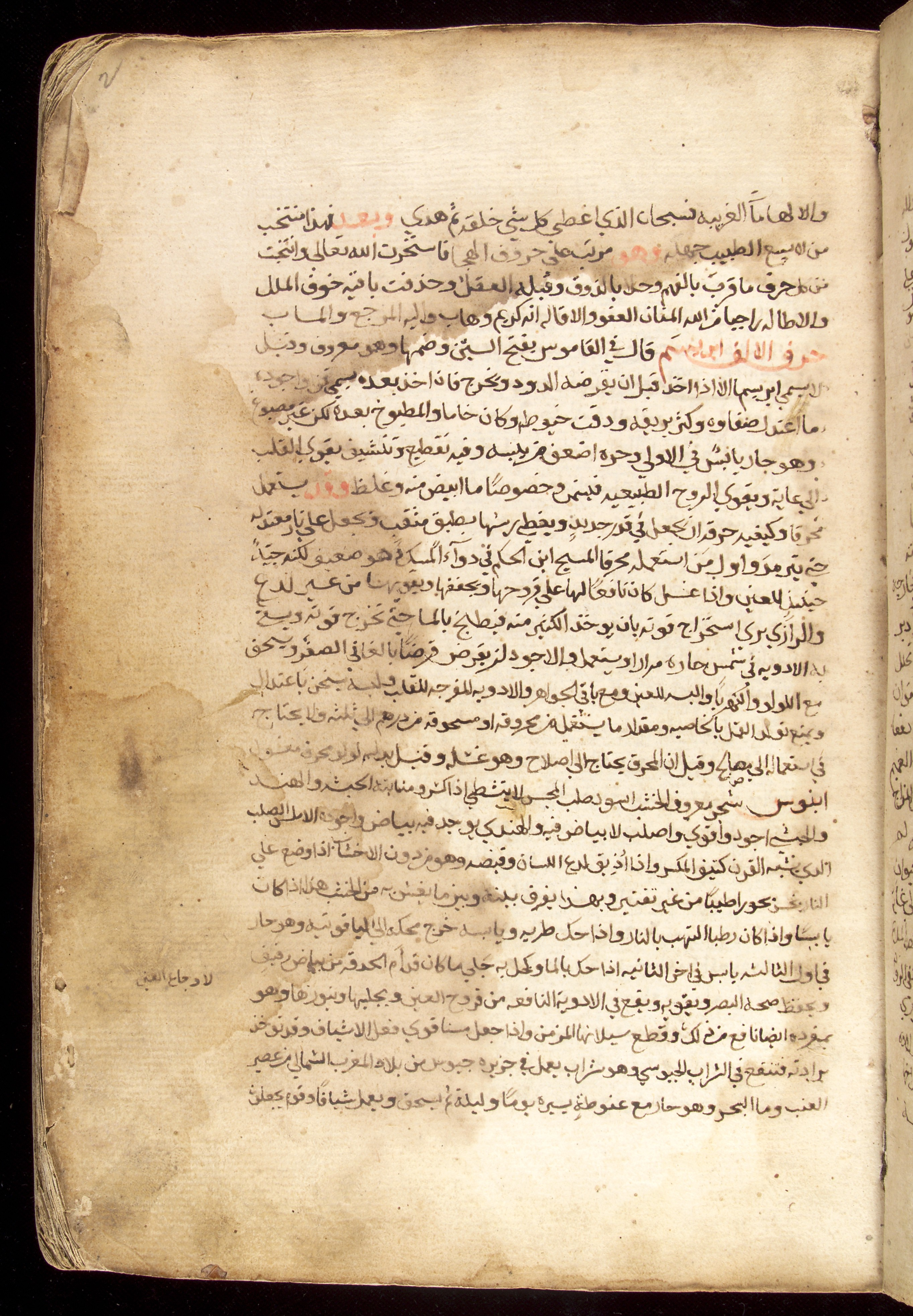
مخطوط يصف تحضير الأدوية «في القدر»

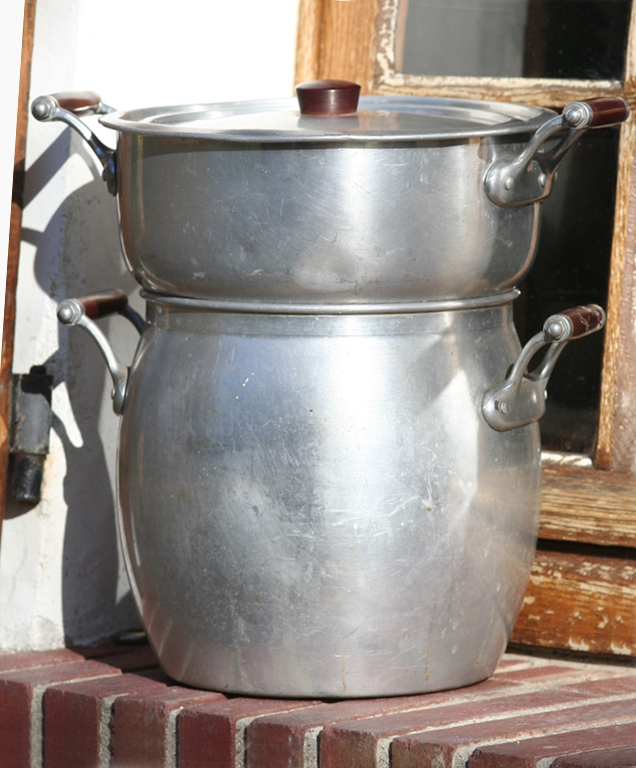
المقفول والكسكاس

القِدْر أو المقفول أو البرمة، هو وعاء لطعام، يستعمل لإنضاج الطعام، ويصنع من نحاس أو طين. أما القِدر الكاتمة هو وعاء محكم الغطاء يستعمل لإنضاج الطعام بسرعة ويسمى حلّة ضغط.